# Krista White
Krista White, född 19 december 1984 i Pine Bluff, Arkansas, är en amerikansk fotomodell. Hon är vinnaren av den fjortonde säsongen av America's Next Top Model.